# Canindé de São Francisco (kommun)
Canindé de São Francisco är en kommun i Brasilien.   Den ligger i delstaten Sergipe, i den östra delen av landet, 1 300 km nordost om huvudstaden Brasília. Antalet invånare är 24 693.
Följande samhällen finns i Canindé de São Francisco:
- Canindé de São Francisco

Omgivningarna runt Canindé de São Francisco är huvudsakligen savann. Runt Canindé de São Francisco är det ganska glesbefolkat, med 25 invånare per kvadratkilometer.